# Sexy Parodius
Sexy Parodius (jap.: セクシーパロディウス, Sekushī Parodiusu) ist der dritte von vier Teilen einer Arcade-Shoot-’em-up-Spieleserie von Konami, der 1996 nach Parodius Da (1990) und Gokujō Parodius (1994) neben diversen Parodius-Sequels für Konsole erschien. Der Nachfolger Otomedius (オトメディウス) erschien 2007 und später auch für die Xbox.
Im dritten Arcade-Kapitel der Gradius-Parodie-Reihe muss eine einzigartige Gruppe von Prämienjägern einige ungewöhnliche Verbrecher stoppen, so z. B. einen riesigen Maiskolben, der die lokalen Hühner terrorisiert, flüchtige Geisha-Diebe oder Baby kidnappende Pinguine, um ihre endgültigen Ziele (den Weltfrieden, eine fette Prämie, eine große Villa und leichte Mädchen) zu gewinnen.
Kennzeichnend für das Spiel sind bunte 2D-Grafiken, einzigartige Charaktere und sich verzweigende Pfade, die abhängig von der Leistung des Spielers erscheinen. Außerdem stehen für jeden Charakter viele durch Powerkapseln aufrüstbare individuelle Waffen zur Auswahl, um die meist weiblichen Charaktere „frei“ zu kämpfen. Das Spiel parodiert die Konami-eigene Gradius-Serie und das 1985 von Konami erschienene Yie Ar Kung-Fu.
Die Musik im Spiel besteht aus zahlreichen Remixes von Kompositionen berühmter Künstler. So ist im Charakter-Auswahlbild ein Remix von Ah, vous dirai-je, Maman (Twinkle Twinkle Little Star) von Wolfgang Amadeus Mozart zu hören, beim Level-1-Boss ein Remix von Summ, summ, summ von Hoffmann v. Fallersleben. Die Level-4-Boss-Musik ist ein Megamix aus Bienchen summ herum! (böhmisches Volkslied) und Einzug der Gladiatoren von Julius Fučík sowie Werken von Beethoven und vielen anderen.
Eine limitierte Soundtrack-Edition für das Spiel erschien von King Records (Sexy Parodius Original Game Soundtrack – KICA-7703) am 22. Mai 1996.
Umsetzungen des Spiels erschienen (1996) auch für den Sega Saturn und die Sony PlayStation.